# Явление Христа народу
«Явле́ние Христа́ наро́ду» («Явле́ние Месси́и») — гигантская по размерам картина русского художника Александра Ива́нова (1806—1858), написанная в 1837—1857 годах. Хранится в Государственной Третьяковской галерее в Москве (инв. 8016). Размер — 540 × 750 см. Сюжет полотна связан с событием, описанным в первой главе Евангелия от Иоанна, — явлением Иисуса Христа во время крещения людей у реки Иордан. В центре композиции находится фигура Иоанна Крестителя (Предтечи), указывающего на приближающегося Христа. Называя этот сюжет «всемирным», в полотне Иванов стремился показать человечество «в решающий, определяющий его судьбу момент». Содержание картины раскрывается не через образ Христа, а через реакцию людей на его появление.
Идея создания монументального многофигурного полотна на тему «Явления Мессии народу» появилась у Иванова в 1833 году, когда он жил и работал в Италии в качестве пенсионера Общества поощрения художников. Примерно в то же самое время была начата работа над эскизами и этюдами для будущей картины. Работу над большим полотном Иванов начал в 1837 году в своей мастерской в Риме; создание крупноформатного произведения растянулось на два десятилетия.
В 1858 году после 28-летнего отсутствия Иванов вместе с полотном прибыл в Санкт-Петербург. Картина была показана в Зимнем дворце, где её осмотрел император Александр II, а затем выставлена в Академии художеств. Несмотря на то, что многие отдавали должное мастерству художника, не все отзывы о полотне были однозначно положительными. В ожидании решения о дальнейшей судьбе картины Иванов заболел холерой и скончался. Через несколько часов после его смерти поступило известие о том, что император покупает «Явление Мессии» за 15 тысяч рублей серебром, а также жалует художнику орден Святого Владимира. В марте 1861 года полотно было отправлено в Москву для участия в выставке Общества любителей художеств, а в августе того же года вышел указ Александра II, в котором он сообщал, что передаёт картину в дар «устраиваемому в Москве Публичному музею». Таким образом, «Явление Мессии» стало одним из первых экспонатов картинной галереи Московского Румянцевского музея. В 1924 году было принято решение о расформировании Румянцевского музея и передаче картин художников русской школы в Третьяковскую галерею, однако «Явление Христа народу» было перемещено туда только в 1932 году, после завершения строительства пристройки со специальным залом.
Художественный критик Владимир Стасов отмечал, что в картине «Явление Христа народу» Александр Иванов «поднялся на громадную вышину» и создал произведение, подобного которому «никогда не представляло до тех пор русское искусство». Художник Илья Репин писал, что это «самая гениальная и самая народная русская картина», подчёркивая, что «живая выразительность её удивительна», а «по своей идее она близка сердцу каждого русского». При этом Репин особо выделял живость и разнообразность, с которыми воспроизведены «два колоссальных характера» — Иисус Христос и Иоанн Креститель. Искусствовед Михаил Алпатов отмечал богатство психологических оттенков, характеризующих духовную жизнь действующих лиц, и писал, что «Явление Мессии» «сохраняет своё огромное значение», «свидетельствует о высоком гуманизме художника, звучит как призыв к человеческому разуму». По словам искусствоведа Светланы Степановой, в процессе создания полотна художник «показал пределы академического стиля в решении сверхзадач, затрагивающих сферу сакральных смыслов»; при этом он проявил себя «„спасителем“ искусства „большого стиля“, провозвестником новых путей реализации русской классической школы».

## История

### Предшествующие события
В 1817—1828 годах Александр Иванов обучался в Академии художеств в качестве «постороннего ученика» — так называли тех, кто, посещая занятия, продолжал жить в семье. Его наставниками в классе исторической живописи были Алексей Егоров, Василий Шебуев, а также его отец Андрей Иванов. В 1827 году за полотно «Иосиф, толкующий сны заключённым с ним в темнице виночерпию и хлебодару» (ныне в ГРМ) Александр Иванов был удостоен большой золотой медали Академии художеств, которая давала право на пенсионерскую поездку за границу. В 1828 году он получил звание классного художника.
В качестве пенсионера Общества поощрения художников (ОПХ) Александр Иванов в 1830 году уехал в Италию, с 1831 года жил и работал в Риме. Известно, что в 1833 году у него уже появилась идея создания монументального многофигурного полотна на тему «Явления Мессии народу». В письме в Общество поощрения художников, отправленном в начале 1833 года, Иванов сообщал, что при изучении Евангелия от Иоанна он понял «сущность всего Евангелия» — он увидел, что «Иоанну Крестителю поручено было Богом приуготовить народ к принятию учения Мессии, а, наконец, и лично представить его народу!» Далее художник писал, что «сей-то последний момент выбираю я предметом картины моей…»
Тем не менее сначала Иванов решил написать более простую, двухфигурную композицию, и в начале 1834 года он приступил к работе над картиной «Явление Христа Марии Магдалине после воскресения», которая тем самым послужила важным подготовительным этапом на пути к созданию будущего полотна «Явление Мессии». Картина «Явление Христа Марии Магдалине» была закончена в декабре 1835 года, а в мае 1836 года она была отправлена в Санкт-Петербург. Там полотно получило высокую оценку, и 24 сентября (6 октября)  1836 года Академия художеств присвоила Иванову звание академика. В письме к отцу, посланном в октябре 1836 года, Александр Иванов писал: «Кто бы мог подумать, чтобы моя картина „Иисус с Магдалиною“ производила такой гром? Сколько я её знаю, она есть начаток понятия о чём-то порядочном. Но как я доволен, как я доволен, что вы радуетесь, что в восхищении и Совет, и президент [Академии]! Вы говорите, что мне продолжить хотят пенсион, для картины „Появление Мессии“. Это есть единственное моё желание».

### Работа над картиной
В 1836 году Александр Иванов начал работу над малым вариантом картины «Явление Мессии», который впоследствии служил ему эскизом при работе над большим полотном. В письме к отцу художник писал: «Я начинаю картину без соизволения Общества на оную, ибо считаю потерей времени дожидаться их решения». В письме в Общество поощрения художников, датированном 10 мая 1837 года, Иванов сообщал (имея в виду малый вариант будущего полотна): «Картину мою „Явление Мессии“ я было подмалевал, имея фигуры в третью часть роста человеческого: эту меру устроила мне крайняя нужда, в которой находился я до прибытия трудов моих в Петербург». В том же письме художник сообщал, что «для настоящей картины» им заказан гигантский холст, «вышиною 8 аршин, а шириною десять с половиною». Гравёр Фёдор Иордан в своих воспоминаниях писал: «Он [Иванов] долго не решался начать её [картину] в огромных размерах. Мы часто сходились в мыслях: написать её в размере исторических картин Н. Пусина [Пуссена]. Однажды вечером, он приходит в Cafe Bon Gusto и объявляет, что он решился наконец писать её больше, чем „Медный змий“ Бруни».
Летом 1837 года, во время осушки загрунтованного им холста, художник предпринял поездку на север Италии для ознакомления с творчеством старых итальянских мастеров. Он также посетил Ливорно, чтобы «заметить типы еврейских благородных голов» и «набрать себе портфель для начатия картины». Осенью 1837 года художник снял новую, более просторную студию, расположенную по адресу Vicolo del Vantaggio, № 7. В конце сентября — начале октября Иванов сообщал в ОПХ, что картина «Явление Мессии» «вся уже урисована с лёгкой оттенкой одним тоном, так что можно уже видеть отчёт и выражение во всех частях её».
В апреле 1838 года Иванов послал в Санкт-Петербург рисунок с картины. Рисунок был одобрен ОПХ, которое назначило художнику денежное пособие на 1839 год, предложив закончить работу над полотном к 1840 году. В июне того же года Иванов получил письмо от отца, в котором тот, наряду со своими замечаниями, передал сыну комментарии искусствоведа Василия Григоровича: «…фигуры на втором плане на правой стороне рисунка расположены квадратно, чему весьма легко пособить можно, по моему мнению, возвысив из них некоторые, т. е. посадить на лошадей воинов, чем эта группа и разыграется».
В декабре 1838 года в Рим приехал великий князь Александр Николаевич (будущий император Александр II). 24 декабря цесаревич вместе с поэтом Василием Жуковским посетил мастерскую Иванова и осмотрел «Явление Мессии», одобрительно высказавшись о полотне. Иванов обратился к великому князю с просьбой «пожаловать ему трёхлетнее содержание для окончания картины», с условием, что впоследствии она будет ему принадлежать. Просьба художника была удовлетворена — в конце января 1839 года Жуковский сообщил Иванову, что цесаревич назначил ему пенсионерское содержание на три года, по три тысячи рублей в год ассигнациями.
В письме к отцу, отправленном в марте или апреле 1839 года, Александр Иванов писал, что картина «была легко оттушёвана одним тоном, а теперь она подмалёвана». Описывая работу над полотном, художник сообщал: «О сю пору значительные перемены последовали только в околичности, а именно в дальностях: вместо городских стен теперь дальние горы близятся сюда равнинами и во втором плане кроются обильными оливами; всё это подёрнуто утренними испарениями земли, и сими-то воздушными тонами гораздо более и спокойнее делится Христос». В том же письме Иванов отмечал, что «картина получила сильную глубину в перспективе». Таким образом, к концу 1830-х годов в основных чертах сложилась композиция полотна, а дальнейшая работа Иванова «свелась к уточнению рисунка отдельных групп, написанию многочисленных этюдов лиц, фигур и пейзажных мотивов».
В 1841 году в журнале «Москвитянин» (№ 11) литературный критик Степан Шевырёв опубликовал статью «Русские художники в Риме», основанную на заметках 1840 года. В частности, в этой статье он рассказывал о своих впечатлениях от посещения мастерской Александра Иванова и описывал работу над его картиной «Явление Мессии». По словам Шевырёва, «не знаем, скоро ли эта картина будет приведена к концу; но можем сказать одно только: чем более художник трудится над нею, тем более яснеет каждое лицо картины, выступая с новою выразительностию». Сравнивая Иванова с итальянским живописцем Доменикино, Шевырёв писал, что «он [Иванов] также работает медленно, вздумывается в предмет свой и до тех пор бывает недоволен лицом, пока не даст ему особенного меткого выражения, пока не выскажет чертами главную мысль души его».
В то же время в России зрело недовольство тем, что посылаемые за границу художники брались за слишком крупноформатные работы. 30 ноября 1841 года было выпущено указание министра императорского двора Петра Волконского начальнику русских художников, посылаемых Академией художеств за границу, Павлу Кривцову, которое гласило: «Осведомясь, что некоторые из прибывающих в Италию наших художников начинают писать картины весьма большого размера, я покорно прошу Вас объявить им, чтобы они впредь не предпринимали таких работ, которые по колоссальной своей величине не удобны к помещению в комнатах».
К концу 1841 года напряжённая работа над «Явлением Мессии» привела к тому, что у Иванова развилось недомогание глаз, которые болели и гноились. По этой причине художнику было запрещено заниматься картиной и писать письма. Из-за этого в 1842—1844 годах Иванов практически не работал над большим полотном. В 1840-х годах Иванов много общался с писателем Николаем Гоголем, с которым он познакомился в Риме в конце 1830-х годов (по-видимому, не раньше 1838 года). В процессе работы над отдельными персонажами и группами «Явления Мессии» художник часто советовался с Гоголем, в частности, при создании образа раба.
К 1845 году Иванов возобновил активные занятия живописью — в частности, летом 1845 года он написал пейзаж «Аппиева дорога при закате солнца». В том же году он работал над эскизами для запрестольного образа «Воскресение» для храма Христа Спасителя в Москве. Весной 1846 года в Рим прибыл брат художника, архитектор Сергей Иванов, который впоследствии (в своём письме к Владимиру Стасову от 15 мая 1862 года) сообщал о том, в каком состоянии находилось «Явление Мессии»: «В 1846 году я приехал в Рим и застал брата сильно работающим свою картину, в которой было почти всё написано», за исключением нескольких фигур, которые оставались в подмалёванном виде.
В 1846—1847 годах в альбомах Иванова стали появляться наброски на библейские сюжеты, не связанные с темой полотна «Явление Мессии». Начиная с 1849 года и до конца своей жизни художник работал над большой серией произведений, получивших общее название «Библейских эскизов». Было задумано около пяти сотен сюжетов, более двухсот из которых были реализованы в эскизах. Во время работы над «Библейскими эскизами» Иванов надолго оставлял работу над большим полотном, иногда не касаясь его по несколько месяцев.
Тем не менее работа над «Явлением Мессии» близилась к завершению. В письме к коллекционеру Козьме Солдатёнкову от 20 февраля 1855 года Иванов сообщал: «Моя большая картина у порога своего конца, а с ней вместе и эскизы, для неё делаемые». В тот же период художник начал сомневаться в значимости своего труда — в письме к Солдатёнкову от 28 февраля 1855 года он писал, что большая картина «более и более понижается в глазах моих», поскольку «пред последними решениями учёности литературной основная мысль моей картины совсем почти теряется…»
Весной 1857 года в мастерской Иванова побывали вдовствующая императрица Александра Фёдоровна и великая княгиня Ольга Николаевна, которые осмотрели картину «Явление Мессии». После их посещения художник на несколько дней открыл двери своей мастерской для всех желающих. В частности, там побывали немецкие художники Иоганн Фридрих Овербек и Петер Йозеф фон Корнелиус. Писатель и художественный критик Павел Ковалевский так описывал это событие: «Десять дней она [мастерская] наполнялась через край, и на одиннадцатый, когда толпа нашла двери запертыми, надо было согласиться открыть их ещё на день, чтоб избежать неудовольствий».
В начале сентября 1857 года Александр Иванов побывал в Лондоне, где встретился с писателем и публицистом Александром Герценом. В то время уже было известно о том, что Александр II начал подготовку к отмене крепостного права, — в одной из последующих статей Герцен назвал императора освободителем. В этих условиях картина «Явление Мессии» оказалась «своего рода зеркалом текущей ситуации», и, возможно, это явилось одной из причин, способствовавших решению Иванова привезти полотно в Россию.
В сентябре 1857 года (по другим данным, в феврале 1858 года) Иванов показал картину великой княгине Елене Павловне, которая обещала всяческое содействие художнику и, в частности, приняла на себя все расходы по перевозке полотна в Санкт-Петербург.

### Переезд из Рима в Санкт-Петербург
В январе 1858 года Александр Иванов ещё раз организовал показ полотна «Явление Мессии» в своей мастерской в Риме. Отзывы посетителей о картине были неоднозначными, сам Иванов отмечал: «Вследствие её выставки я заключил, что она более всего может быть ценима художниками, а не публикой». Павел Ковалевский писал: «Многие советовали Иванову ехать с картиною в Париж и Лондон и показывать её за деньги. Чистая душа Иванова возмущалась при одном помышлении торговать публично трудом своей одинокой жизни и притом произведением искусства, которое он почитал святыней». Сам же Иванов весной 1858 года писал, что его картина «не вполне окончена» и что он «с сокрушённым сердцем» отрывается от работы над ней. При этом он отмечал, что его картина и в настоящем виде «быть может не лишена некоторого достоинства». По словам художника, в своём произведении он «старался подойти сколь возможно ближе к лучшим образцам итальянской школы и вместе с тем составить нечто своё, в чём быть может и успел».
В мае 1858 года Александр Иванов вместе с полотном отправился в Россию, его маршрут проходил через Францию и Германию. В письмах к брату художник подробно описывал детали путешествия — в частности, сложности, возникавшие при транспортировке крупноформатного полотна. Сначала картина была доставлена в Чивитавеккью — морской порт Рима. Прибыв туда, Иванов сначала увидел, что упакованное полотно погружали на французский пароход, а затем — что его спускали обратно, поскольку внутри поместить не смогли, а для установки на палубе требовалось специальное разрешение. По словам художника, «времени оставалось один час, и в этот мучительный час всё, однако же, кончилось в мою пользу». Во время плавания начался сильный ветер, и капитану пришлось поставить судно на рейд у Тулона. Наконец, 4 мая пароход прибыл в Марсель, но там появились сложности с французскими таможенниками, которые хотели либо распаковать картину, либо оставить её на пару дней для разрешения формальностей. В конце концов проблема была решена, и полотно было отправлено на поезде из Марселя в Париж.
В Париже Иванов встретился с художником Алексеем Боголюбовым, который помогал ему улаживать дела с дальнейшей транспортировкой полотна. Вместе они отправились на Северный железнодорожный вокзал, где обсудили с распорядителем поездов детали перевозки картины. 6 мая Иванов встретился с российским послом во Франции графом Павлом Киселёвым, беседа с которым продлилась около часа. Художник подарил дипломату фотографию со своей картины. 7 мая Иванов с Боголюбовым наблюдали за установкой груза с полотном на платформы, а 8 мая автор «Явления Мессии» отправился на поезде из Парижа в Германию.
9 мая (по другим данным, 10 мая) Иванов добрался до Кёльна. Сотрудники железной дороги, к которым он обратился, ничего не знали о грузе с его картиной — по их предположениям, он либо следовал с малой скоростью, либо был задержан на таможне. Пришлось обращаться к главному экспедитору и предъявлять бумагу о свободном проезде полотна через таможню, оформленную с помощью сотрудников российского посольства в Париже. В ожидании сведений о местонахождении картины художник прогулялся по центру города и посетил Кёльнский собор. В конце концов «потерявшийся» груз нашёлся, и путешествие было продолжено.
12 мая Иванов прибыл в Гамбург, где был представлен великой княгине Ольге Николаевне. Из Гамбурга художник направился в Киль, намереваясь отплыть в Санкт-Петербург на военном пароходе «Олаф», присланном за великой княгиней. 17 мая Иванов прибыл в порт и удостоверился, что находившийся там ящик с полотном готов к погрузке. Однако возникло другое осложнение — капитан судна не мог найти каюту для художника из-за многочисленности свиты, сопровождавшей великую княгиню. Пока решался вопрос о выделении каюты, у Иванова началось сильное носовое кровотечение, а затем последовал обморок. Осмотревшие его доктора рекомендовали воздержаться от морского путешествия, так что картина была погружена на пароход и отправлена без него. Из Киля Иванов поехал в Берлин, где лечился у врача Сергея Боткина, а затем направился в Санкт-Петербург через Штеттин, откуда 29 мая написал своему брату: «Грустил и пугался я Петербурга постоянно, но сегодня у меня какое-то онемение, и я сажусь в этом чувстве на пароход».

### В Санкт-Петербурге
20 мая (1 июня)  1858 года Иванов после 28-летнего отсутствия прибыл в Санкт-Петербург и остановился в квартире братьев Боткиных, находившейся на 3-й линии Васильевского острова. 28 мая картина «Явление Мессии» была выставлена в Белом зале Зимнего дворца, где её осмотрел император Александр II. В письме к своему брату, архитектору Сергею Иванову художник писал: «Государь вспомнил, что видел её [картину] начатою в Риме. Спрашивал о значении фигуры раба и рассматривал её довольно подробно; благодарил меня весьма».
Затем началась подготовка к демонстрации полотна в Академии художеств. 3 июня 1858 года Иванов побывал в здании Академии и осмотрел возможные помещения для экспозиции, сочтя наиболее подходящей Античную залу. Картина была перемещена туда из Зимнего дворца 9 июня, вместе с ней были выставлены эскизы и этюды. Выставка произведений Иванова началась 10 июня. 12 июня в газетах появилось следующее сообщение: «От Императорской Академии художеств объявляется, что написанная в Риме г. Академиком ИАХ Ивановым картина „Явление Мессии народу“ выставлена в Академии и желающие могут видеть её ежедневно с 12 до 3-х часов по полудни». На бесплатной экспозиции побывало более 30 тысяч человек.
Вскоре после начала выставки в «Санкт-Петербургских ведомостях» появилась статья, автор которой писал о «Явлении Мессии»: «Труд и добросовестность непостижимые! Г. Иванов — бенедектинец нашего времени. За то и картина его — целая академия живописи для молодых художников. Г. Иванову пришлось выдержать долгую, трудную борьбу, и победа, им одержанная, ставит его выше обыкновенных людей». Поэт Пётр Вяземский в конце июня написал посвящённое Александру Иванову стихотворение, в котором были такие строки: «Краснею, глядя на тебя, / Поэт и труженик-художник! / Отвергнув льстивых муз треножник / И крест единый возлюбя, / Святой земли жилец заочный, / Её душой ты угадал, / Её для нас завоевал / Своею кистью полномочной».
В то же время не все отзывы о полотне были однозначно положительными. В частности, в номере журнала «Сын отечества» от 22 июня 1858 года была опубликована статья писателя и критика Василия Толбина «О картине г. Иванова», в которой присутствовали резкие критические оценки. По словам автора статьи, «картина г. Иванова не вполне <…> оправдала те тревожные ожидания, те несомненные надежды, которые порождала она, будучи ещё незримой и окружённой запретом таинственности». Комментируя появление статьи Толбина, Александр Иванов писал своему брату Сергею, что «противоположная партия мне — как многие уверяют: Бруни и другие члены Академии, — прикрылась именем весьма мало известного и плохого литератора»; художник с огорчением отмечал, что «статью приносят к картине и читают, сличая».
В связи с тем, что Александр II на некоторое время уехал из Санкт-Петербурга, решение вопроса о покупке полотна затянулось. Сначала ожидалось, что за картину могло быть выплачено до 30 тысяч рублей, но 10 июня в письме к брату Иванов писал, что «решение Государя всё ещё не определено, и слухи о 30 тысячах заменились 10-ю и даже 8-ю; на чём (дело) остановится, право, никто не может предсказать». С целью прояснения ситуации с покупкой картины 30 июня художник поехал в Сергиевку, где находился загородный дом великой княгини Марии Николаевны, но она не смогла его принять. Граф Григорий Строганов сообщил Иванову, что за окончательным ответом следует обратиться к министру императорского двора Владимиру Адлербергу.
Расстроенный и раздражённый из-за неясности судьбы картины, Иванов возвратился в дом Боткиных; в тот же вечер его самочувствие ухудшилось и появились признаки холеры. По словам князя Дмитрия Оболенского, «при таком расположении духа малейшая неосторожность в пище при свирепствовавшей, хотя не эпидемической, но довольно сильной холере могла быть для него гибельною». 3 июля в два часа ночи Иванов скончался. В тот же день, через несколько часов после смерти художника, прибыл посыльный из придворной канцелярии с известием о том, что император покупает «Явление Мессии» за 15 тысяч рублей серебром, а также жалует Иванову орден Святого Владимира.
После петербургской выставки 1858 года за картиной окончательно закрепилось её нынешнее название — «Явление Христа народу». Сам Иванов, как правило, употреблял название «Явление Мессии», реже — «Появление Мессии», «Явление в мир Мессии» или «Иоанн, указывающий на Мессию». Начиная со второй половины 1830-х годов, эта картина была главным и единственным крупным произведением, над которым работал художник, поэтому часто он просто называл её «моя картина», «моя большая картина» или «мой труд». Название «Явление Христа народу» следует из написанной в 1846 году статьи Николая Гоголя «Исторический живописец Иванов», где он описывал главную тему произведения как «первое появленье Христа народу».
Полотно «Явление Христа народу» также экспонировалось на выставке Академии художеств 1859 года. В обзорной статье, посвящённой этому событию, поэт и публицист Михаил Михайлов отмечал, что за картиной Иванова «осталось первое место на выставке, как во всём, что до сих пор произвела русская живопись». Призывая других художников, участвовавших в экспозиции, оставить «битую колею рутины» и стать «современными людьми», Михайлов писал: «Странно высказывать эти желания по поводу выставки, на которой находится картина Иванова, но как быть? Нигде не видно и следа её влияния, от которого мы ожидаем так много! А скоро ли ещё дождёмся?»

### Переезд полотна в Москву и выставка 1861 года
В мае 1860 года в Москве было создано Общество любителей художеств (ОЛХ, или МОЛХ), выставочная деятельность которого началась в 1861 году при поддержке тогдашнего попечителя Московского учебного округа Николая Исакова. С января 1861 года по поручению ОЛХ Исаков вёл переписку с Академией художеств по поводу организации экспозиции полотна «Явление Христа народу» в Москве. В частности, вице-президенту Академии Григорию Гагарину была передана просьба «об исходатайствовании Высокого разрешения на перевозку в Москву, для выставки в пользу ОЛХ, хранящейся в Академии художеств, до помещения в Императорский Эрмитаж, знаменитой картины А. А. Иванова „Явление Христа народу“».
Гагарин передал эту просьбу министру императорского двора Владимиру Адлербергу. 6 февраля было получено разрешение императора Александра II на экспонирование полотна в Москве в течение трёх месяцев, а 13 февраля Комитет ОЛХ поручил академику Алексею Саврасову доставить благодарственное письмо Гагарину и «наблюсти за перевозкой вышеозначенной картины из Петербурга в Москву». Полотно было доставлено по Николаевской железной дороге. 8 марта Саврасов доложил о благополучном прибытии картины в Москву, за что получил благодарность от Комитета. Кроме этого, в протоколе заседания были выражены благодарности конференц-секретарю Академии художеств Фёдору Львову за содействие, а также коммерции советнику Николаю Харичкову «за принятые им на себя издержки по перевозу картины Иванова».
Выставка была открыта 11 марта 1861 года в актовом зале здания Первой гимназии, находившегося у Пречистенских ворот, напротив Храма Христа Спасителя. Плата за вход была установлена в 25 копеек серебром с посетителя, при этом члены ОЛХ могли посещать экспозицию бесплатно. По мнению автора одной из публикаций о выставке, «трудно было бы найти во всей Москве помещение более изящное и сообразное с требованиями искусства для картины Иванова, чем зала Первой Гимназии. Эта зала имеет два ряда окон, обильно проливающих свет на огромную картину. По законам освещения, некоторые из окон в половину, другие — совершенно затянуты». Выставка имела большой успех. Один из рецензентов писал, что экспозиция «находит большое сочувствие в московской публике» — «картина Иванова вызывает в каждом зрителе множество мыслей не по одному своему исполнению, но тем великим задачам, которые религиозная живопись, предмет, ошибочно принимаемый за совершенно исчерпанный, представляет художникам нашего времени». По оценке историка и искусствоведа Карла Герца, за время работы выставки её посетили около 15 тысяч человек. Доход от выставки составил 3664 рубля.
В июне 1861 года истекли три месяца, в течение которых планировалось экспонирование полотна «Явление Христа народу» в Москве, однако возвращение произведения Иванова в Санкт-Петербург откладывалось. В то же время прорабатывался вопрос об организации в Москве Публичной библиотеки и музея, в который предполагалось включить коллекцию Румянцевского музея, находившегося в Санкт-Петербурге. 2 августа 1861 года вышел указ Александра II, в котором он сообщал, что передаёт в дар «устраиваемому в Москве Публичному музею» «картину покойного Академика Иванова, изображающую Явление Христа народу, и первоначально приобретённую Его Величеством для Императорского Эрмитажа», а 12 августа в газете «Московские ведомости» была опубликована информация о том, что музею выделены 200 картин из коллекции Императорского Эрмитажа. Эти шаги знаменовали собой создание картинной галереи будущего Московского Румянцевского музея, для размещения экспозиции которого были предоставлены помещения Пашкова дома.

### В собрании Румянцевского музея
Полотно «Явление Христа народу», переданное в Московский Румянцевский музей в 1861 году, стало одним из его первых экспонатов. Картину Иванова называли «жемчужиной» собрания музея, а принесение её в дар Александром II сравнивали с «благословлением, данным музею при его основании». Официальное открытие Московского Публичного и Румянцевского музеев состоялось в апреле 1862 года.
Со временем к «Явлению Христа народу» присоединились другие произведения Иванова. В 1867 году великая княгиня Елена Павловна передала в музей этюд головы Иоанна Крестителя. Скончавшийся в 1877 году Сергей Иванов — брат художника — завещал коллекции музея ряд живописных этюдов для «Явления Мессии». В 1893 году по его же завещанию туда же были переданы «Библейские эскизы». К 1900 году произведения Александра Иванова из собрания музея, включая «Явление Христа народу», стали экспонироваться в одном и том же «Ивановском» зале, находившемся на бельэтаже Пашкова дома. В 1901 году к ним добавилось несколько ивановских полотен из коллекции Козьмы Солдатёнкова.
В 1912—1913 годах по проекту архитектора Николая Шевякова было построено новое здание картинной галереи Румянцевского музея, выходившее на Ваганьковский (ныне Староваганьковский) переулок. В 1914—1915 годах проводилось перемещение экспонатов отдела изящных искусств из старого здания в новое. Основными проблемами при переносе полотна «Явление Христа народу» были его большой размер и состояние красочного слоя. Для транспортировки картины использовался специальный цилиндр, разработанный художником-реставратором Иваном Крайтером (Крейтером). Новая картинная галерея была открыта 14 сентября 1915 года — газета «Московские ведомости» сообщала: «В светлых удачно расположенных залах нового помещения галереи размещены 732 произведения искусства. Центральное место отведено картине „Явление Христа народу“ Иванова, которая кажется совершенно новой вследствие благоприятных световых условий». Произведения Иванова находились в 4-м зале, расположенном на 2-м этаже в торце здания.
В начале 1920-х годов появилась идея о расформировании коллекции живописи Румянцевского музея: предполагалось, что произведения русских художников перейдут в Третьяковскую галерею, а западноевропейских — в Музей изящных искусств. 47 деятелей культуры, среди которых были художники Виктор Васнецов, Василий Поленов, Михаил Нестеров, Абрам Архипов, Георгий Якулов, Пётр Кончаловский, Александра Экстер и скульптор Анна Голубкина, подписали открытое письмо в газету «Правда», которое было опубликовано 8 февраля 1924 года. В письме были высказаны следующие аргументы против перемещения полотна «Явление Христа народу»: «Единственное место в Третьяковской галерее, где картина с трудом может поместиться, не отвечает самым элементарным требованиям развески картин и грозит картине повреждением, так как около неё будет находиться дверь. Необходимо принять в соображение процедуру снятия и натягивания картины при её огромных размерах — 88 квадратных аршин. Надо ещё помнить, что холст старый и его легко можно порвать. Вообще без повреждений картину перенести невозможно».
Тем не менее решение о расформировании Румянцевского музея всё же было принято и закреплено постановлением Главнауки Народного комиссариата просвещения РСФСР от 28 марта 1924 года. Как и было запланировано, картины художников русской школы передавались в Третьяковскую галерею, однако «Явление Христа народу» и этюды Иванова временно оставались в Публичной библиотеке.

### В собрании Третьяковской галереи
По официальным данным считается, что картина «Явление Христа народу» была передана в собрание Третьяковской галереи в 1925 году, после расформирования Румянцевского музея. Для возможности размещения такого крупноформатного полотна пришлось сооружать пристройку со специальным залом. Строительство пристройки было завершено в 1932 году; перенос картины и этюдов из Государственной библиотеки имени В. И. Ленина (бывшей библиотеки Румянцевского музея) начался осенью того же года.
Подробности этого процесса описаны в реставрационных протоколах, сохранившихся в архивах Третьяковской галереи. 24 октября был произведён предварительный осмотр картины. Затем она вместе с подрамником была вынута из рамы и поставлена на пол. 25 октября был осуществлён более подробный осмотр полотна: были сфотографированы наиболее существенные повреждения, а места с осыпающейся краской для предохранения были заклеены папиросной бумагой. После этого картина была положена «лицом вниз» на расстеленный на полу холст, отделена от подрамника, очищена от пыли и скатана на вал (при скатывании вся поверхность живописи была покрыта бумажными листами). Вал был обмотан бумажной лентой и запакован в холст, а к каждому из свободных концов барабана были приделаны по три верёвочные петли. После этого вал с картиной был опущен на верёвках со второго на первый этаж, а затем вручную (с использованием верёвочных лямок) перенесён в Третьяковскую галерею.
В тот же день, 25 октября 1932 года, был подписан акт о передаче картины «Явление Христа народу» в Третьяковскую галерею, согласно которому полотно находилось во «вполне удовлетворительном состоянии». Со стороны Государственной библиотеки имени В. И. Ленина акт был подписан её директором Владимиром Невским, а от Третьяковской галереи — её сотрудниками Алексеем Рыбниковым и Марией Колпакчи. Работа по установке полотна в новом зале ГТГ началась 29 октября: картина была натянута на подрамник, вставлена в раму и повешена на стену. Согласно отчётам реставраторов, «при транспортировке такого большого полотна никаких повреждений не произошло». В центральные газеты была передана информация, что «в дни Октябрьских праздников посетители галереи увидят картину А. Иванова „Явление Христа народу“, перенесённую в галерею из Ленинской библиотеки».
В 1935 году в связи с ремонтом зала картину опять пришлось переносить, но на этот раз удалось обойтись без снятия её с подрамника. Над дверным проёмом между залами была сделана выемка, и полотно было перемещено в соседний зал с помощью специальной конструкции. В декабре 1935 года картина была возвращена на прежнее место.
Летом 1941 года, после начала Великой Отечественной войны, многие экспонаты из собрания Государственной Третьяковской галереи были эвакуированы в Новосибирск. Крупноформатные полотна накатывали на специально изготовленные для этой цели валы, защищая красочный слой папиросной бумагой и мягкой фланелевой тканью. «Явление Христа народу», свёрнутое на вал, не удалось поместить в товарный вагон, и его пришлось перевозить на двух открытых платформах, защитив сверху брезентом. Вместе с другими картинами из Третьяковской галереи полотно «Явление Христа народу» хранилось в свёрнутом виде в недостроенном здании Новосибирского театра оперы и балета. Картины были возвращены в Третьяковскую галерею в ноябре 1944 года.
В 1956 году в Третьяковской галерее проходила юбилейная выставка, посвящённая 150-летию со дня рождения Александра Иванова. Перед выставкой, в 1955 году, было принято решение надстроить зал, в котором находилось «Явление Христа народу». На время реконструкции зала картина была перемещена в другое помещение, и над ней работала группа реставраторов, в составе которой были Александр Корин, Павел Корин, Михаил Иванов-Чуронов, Михаил Махалов и другие.
В 1981—1982 годах полотно «Явление Христа народу» экспонировалось на проходившей в Москве выставке, приуроченной к 175-летию художника. Эта выставка, начавшаяся в ноябре 1981 года, представляла собой расширенную экспозицию произведений Александра Иванова из фондов галереи.
В феврале 1986 года началась реконструкция старого здания Третьяковской галереи, и картину опять пришлось переносить. Способ перемещения полотна обсуждался на Учёном совете галереи, где рассматривались различные варианты. В частности, в рамках одного из них предлагалось разобрать стеклянную крышу и использовать вертолёт для переноса полотна в здание Новой Третьяковки на Крымском Валу. Тем не менее реставраторам и другим экспертам удалось настоять на использовании предыдущего опыта перемещений большого полотна. Картина была возвращена на своё место сразу же после окончания реконструкции, в августе 1994 года. Над восстановлением экспозиции произведений Иванова работала группа реставраторов, в которую входили Алексей Ковалёв (руководитель), Леонид Астафьев, Галина Юшкевич, Сергей Черкасов и Андрей Голубейко.
В 2006—2007 годах в Новой Третьяковке на Крымском Валу проходила юбилейная выставка, посвящённая 200-летию со дня рождения художника. По техническим причинам большое полотно «Явление Христа народу» оставалось в основном здании Третьяковской галереи, а на выставке были представлены эскизы и этюды.

## Описание картины

### Сюжет и композиция
В Евангелии от Иоанна события, связанные с явлением Христа, были описаны так: «На другой день видит Иоанн идущего к нему Иисуса и говорит: вот Агнец Божий, Который берет на Себя грех мира. <…> Я не знал Его; но для того пришел крестить в воде, чтобы Он явлен был Израилю». То событие, которое изображено на картине, произошло после крещения Иисуса Христа и его пребывания в пустыне.
В центре композиции находится фигура Иоанна Крестителя (Предтечи), совершающего крещение людей, собравшихся у каменистого берега реки Иордан. Увидев приближающегося Иисуса Христа, Иоанн указывает на него. Находясь в глубине полотна, Христос тем не менее занимает особое место в композиции — отделённый от других действующих лиц, он идёт по возвышенности, так что создаётся впечатление, что он поднят высоко над толпой. Хотя Христос служит центром всеобщего внимания, содержание полотна раскрывается не через его образ, а через реакцию других людей на его появление — художник стремился показать «нравственный переворот в душах людей, их порыв навстречу истине».
В толпе, выглядящей «общей массой» по отношению к Христу, выделяются отдельные группы и персонажи. Среди двенадцати фигур самого первого плана доминирующее положение занимает Иоанн Креститель. За его спиной находится группа апостолов — Иоанн Богослов, «прислушивающийся» или «глухой» апостол (иногда отождествляемый с Петром), Андрей Первозванный и Нафанаил (или «сомневающийся» апостол). В самой левой части полотна изображены «выходящие из воды» — мальчик и опирающийся на палку старик, а в самой правой части — группа «дрожащих», представленная мальчиком и его отцом. Левее «дрожащих» расположена фигура «смотрящего» — обнажённого юноши, повернувшегося спиной к зрителю. В центре первого плана, между Иоанном Крестителем и «смотрящим» юношей, находятся богатый старик и его раб, чьи «сидящие фигуры как бы выпадают из массы стоящих людей».
В правой части полотна, за «дрожащими», сверху вниз движется толпа, состоящая из фарисеев, римских всадников и других действующих лиц. Самого левого персонажа из толпы, одетого в хламиду тёмно-кирпичного цвета, называют «ближайшим к Христу»; некоторые исследователи связывают его с образом Николая Гоголя. Ещё несколько персонажей изображены в центральной части полотна, за группой богатого старика и его раба. Среди них выделяются юноша и поднимающийся старик, а также сидящий странник с посохом, в образе которого некоторые авторы видят «духовный автопортрет» художника. Под деревьями, находящимися в левой части холста, между головами апостолов можно увидеть «спрятанную» группу людей, среди которых есть и мужчины, и женщины. Как и все остальные, они тоже являются свидетелями происходящего действия.
Важную роль при работе над картиной играли пейзажные элементы, которые были необходимы для создания достоверного художественного образа описываемого события. На дальнем плане видны оливковые рощи, там же можно заметить белые здания Иерусалима. Горизонт замыкается цепью синеватых гор. С самого начала работы над полотном Иванов стремился посетить Святую Землю и предпринимал неоднократные попытки осуществить такую поездку, но это ему так и не удалось. В результате художнику пришлось использовать в качестве «прообраза библейской Палестины» Римскую Кампанью. В письме к отцу, отправленном в сентябре 1836 года, Иванов писал: «Я ездил за несколько миль от Рима для написания этюдов для околичности, которую теперь почти привёл в порядок. Не легко сочинить приличный ландшафт, а ещё труднее сочинить его отделку. Портретным образом работать ландшафты гораздо легче, чем идеальным…». В Третьяковской галерее хранятся 86, а в Русском музее — 15 живописных этюдов пейзажей для картины «Явление Христа народу». Пейзажные этюды, хранящиеся в Третьяковской галерее, подразделяются на «этюды деревьев» (21), «этюды гор и далей» (39) и «этюды почвы и камней» (26).
Живописные этюды пейзажей

### Действующие лица

#### Иисус Христос
В ранних эскизах Иванова Иисус Христос находился рядом с группой других людей, но в процессе работы над темой художник пришёл к решению отделить его от толпы. В письме к отцу, написанном в сентябре 1836 года, Иванов писал: «Если вы прочтёте первую главу Евангелия Иоанна, то уверитесь, что Иисус должен быть один совершенно. Учеников Иисус приобрёл после сего путешествия».
Иконографической основой для образа Христа стала византийская мозаика Пантократора, которую Иванов зарисовал во время посещения Сицилии. В процессе работы художник пользовался созданными им этюдами с изображениями женских лиц, такими как «Голова молодой женщины с серьгами и ожерельем» и несколько вариантов «Натурщицы Ассунты в повороте Христа». Иванов также использовал «метод „сличений и сравнений“ натурных этюдов с античной скульптурой». Одним из наиболее близких к изображению в окончательной версии полотна считается этюд «Фигура Христа» (ГТГ, инв. 8087).
Обсуждая картину Иванова, Николай Гоголь в 1846 году так описывал появление Христа: «В это самое время, когда всё движется такими различными движеньями, показывается вдали Тот Самый, во имя которого уже совершилось крещение — и здесь настоящая минута картины». Несмотря на свою важную роль, Христос помещён не на переднем плане, а в глубине композиции, и его фигура представлена в сильном перспективном сокращении. Среди всех остальных персонажей Христос выделяется тем, что находится в полном одиночестве. Двигаясь без усилия и напряжения, он «никуда не спешит, ни на что не взирает и сохраняет невозмутимый покой».
Иванов придавал большое значение не только образу Христа, но и тому месту, которое он занимает на полотне. В первых графических эскизах Христос находился примерно на том же уровне, что и Иоанн Креститель. В «первоначальном» живописном эскизе Христос стоял у подножия горы, которая «давила на него своим массивом». Искусствовед Михаил Алпатов писал: «Лишь после долгих исканий Иванов нашёл такое решение, которое полностью отвечало его понятию о роли этого персонажа. Прежде всего он снизил холм, закрывающий город, и поставил на нём фигуру Мессии: это одно подняло его значение; вместе с тем в картине появилась окутанная прозрачной голубой дымкой даль, и потому весь образ Мессии оказался тесно связанным с поэтическим образом гор и пустыни».
Живописные этюды для головы и фигуры Иисуса Христа

#### Иоанн Креститель
Центральное место на полотне занимает Иоанн Креститель, или Иоанн Предтеча, — христианский пророк, возвестивший о скором пришествии Иисуса Христа. Он путешествовал «по всей окрестной стране Иорданской, проповедуя крещение покаяния для прощения грехов» (Лк. 3:3): «Я крещу вас в воде в покаяние, но Идущий за мною сильнее меня; я недостоин понести обувь Его; Он будет крестить вас Духом Святым и огнем…» (Мф. 3:11). Фигура Иоанна Крестителя — самая крупная на картине, возвышающаяся над всеми остальными. Взор Предтечи обращён к толпе, левой рукой он держит деревянный крест, а правую руку поднял вверх, призывая всех ко вниманию.
В письме к отцу, посланном в июле 1836 года, Александр Иванов писал: «Иоанна я представляю с крестом, чтобы каждый вдруг понимал, что это Иоанн — ясность есть не последняя добродетель в живописном сочинении, — а его мантия для того, чтобы дать ему вид важности, как главной фигуре. Я её (мантию) делаю, впрочем, как бы вретищем, то есть самою грубою, какую на́шивали пророки израильские, в знак взятия на себя грехов народа Божия». Николай Гоголь в 1846 году так описывал образ Иоанна Крестителя: «Предтеча взят именно в тот миг, когда, указавши на Спасителя перстом, произносит: „Се Агнец, взъемляй грехи мира!“ И вся толпа, не оставляя выражений лиц своих, устремляется или глазом, или мыслию к Тому, на которого указал пророк».
При поиске пластического решения фигуры Иоанна Крестителя исходной точкой послужил его образ, созданный в картине Рафаэля «Мадонна Фолиньо». При дальнейшей работе художник использовал не только мужскую, но и женскую натуру: один из самых известных этюдов для этого образа Предтечи — «Женская голова, в повороте Иоанна Крестителя». Помимо этого, в качестве «античного прототипа» головы Иоанна Крестителя была использована голова Зевса Отриколи, карандашный набросок с которой был сделан Ивановым.
Образ Иоанна Крестителя на картине был завершён одним из последних. Сергей Иванов, брат художника, вспоминал, что в 1846 году, к моменту его приезда в Рим, в «Явлении Мессии» «было почти всё написано, за исключением: целой фигуры Иоанна Крестителя, остававшейся лишь протёртой тердесьеном…» По словам Аллы Верещагиной, в окончательном варианте полотна «Иоанн, фанатический проповедник нового этического учения, становится одним из центральных и абсолютно положительных образов картины», «его вдохновенное лицо надолго приковывает внимание зрителя».
Живописные этюды для головы и фигуры Иоанна Крестителя

#### Иоанн Богослов
Иоанн Богослов — один из двенадцати апостолов (вместе со своим братом Иаковом) и евангелист, считающийся автором Евангелия от Иоанна. Хотя в Евангелии нет прямого указания на то, что Иоанн Богослов присутствовал при крещении, такое предположение основано на его живом рассказе об этом событии. На полотне он представлен молодым юношей с вьющимися золотистыми волосами. Протянув правую руку назад, Иоанн Богослов выглядывает из-за спины Иоанна Крестителя в направлении Христа, он охвачен сильным душевным порывом, его взгляд преисполнен любви. Степан Шевырёв писал: «Взгляните на молодого Иоанна: каким вдохновением и любовию полны глаза его!».
По словам Михаила Алпатова, Иоанн Богослов «не то призывает к молчанию своих спутников, не то зовёт их за собой: молчите, слушайте и следуйте — вот что говорит его фигура». Одежда Иоанна Богослова — жёлтый хитон и розово-красный плащ — своим колористическим звучанием напоминает цветовую гамму произведений представителей венецианской школы, таких как Веронезе и Тициан.

#### Апостол Андрей
Андрей Первозванный — также один из двенадцати апостолов, брат Петра, призванный Христом в числе первых (или даже самым первым) в ряды апостолов. В поисках подходящего типа лица Иванов сделал серию этюдов с пожилых натурщиков в профиль. Фёдор Чижов, посетивший мастерскую Иванова в 1845 году, писал: «Лицо апостола Андрея ещё не окончено; но судя по положению и по взгляду, можно ожидать выражения сильной самостоятельности».
В окончательной версии полотна фигура, жесты и движения апостола Андрея свидетельствуют о том, что он твёрдо и бесповоротно решил следовать за Христом. По словам искусствоведа Светланы Степановой, в его фигуре художнику «удалось добиться исключительной глубины и содержательности образа, воплотив в нём мудрость и простоту, спокойствие и твёрдость человека, без колебаний следующего велению души».

#### «Прислушивающийся» апостол
Между апостолом Андреем и Иоанном Богословом находится фигура седого апостола, которого в литературе называют «прислушивающимся» или «глухим», — «из-за своей глухоты он не расслышал слов Иоанна [Крестителя], испытывает недоумение, хмурит густые брови и всматривается в лицо Андрея, старясь по нему угадать смысл случившегося». Название «прислушивающийся» этому апостолу дал Павел Третьяков.
Иногда его отождествляют с апостолом Петром — например, Фёдор Чижов, описывая свои впечатления от картины Иванова, которую он видел в 1845 году, писал, что «в числе присутствующих при крещении г. Иванов поместил двух будущих Апостолов веры Христовой, Андрея и Петра, которых тут впервые встретил Спаситель…», и далее сообщал, что «из прочих более окончено лицо Апостола Петра, добродушного, безыскуственного, всё приобретшего простотою любви к Спасителю и чистотою сердца». Сам же Иванов, посылая своему отцу эскиз будущей картины, в июле 1836 года писал: «Сзади Иоанна [Крестителя] — ученики его, из которых некоторые были впоследствии Христовыми. Петра тут не было».
Несмотря на то, что не сохранилось точного авторского определения этого персонажа, современные исследователи продолжают проводить параллели между ним и апостолом Петром — «беззаветно преданным Христу, стойким в испытаниях, но подверженным мимолётным душевным слабостям». На полотне «прислушивающийся» апостол находится в тени, позади остальных, — «возможно, тем самым обозначено, что время его служения ещё не наступило и его первенствующая роль впереди».

#### Апостол Нафанаил
Крайний слева в группе апостолов — Нафанаил, или «сомневающийся» апостол. Традиционно библеисты отождествляют Нафанаила, упомянутого в Евангелии от Иоанна, с Варфоломеем, входящим в число двенадцати апостолов. По словам Степана Шевырёва, в «Явлении Мессии» «один только Нафанаил отшатнулся от других, как будто говоря: может ли какое добро быть от Назарета?» Сам Иванов в июле 1836 года писал своему отцу: «Последний стоит, с чувством, Нафанаил <…>; его хотя и не было тут в самом деле, но вольность художника в этом случае должна пересилить педантическую точность, тем более, что я уверять никого не хочу, что это именно Нафанаил. Он, кажется, тут будет делать противоположность между живым чувством трёх других учеников Иоанна».
В отличие от других апостолов, Нафанаил отвернулся от Иоанна Крестителя, «опустил глаза и — характерная деталь — спрятал руки в широкие рукава хитона: он не смеет поднять глаз, он не решается действовать». В этюдах к образу Нафанаила Иванов пытался передать «двоедушие лица» персонажа, в душе которого борются противоречивые чувства. В окончательной версии полотна образ «сомневающегося» стал более определённым с психологической точки зрения — он олицетворяет собой «„чистое“ сомнение, без примеси других эмоций», а двойственность проявляется в «пребывании между действием и бездействием». Пластическим выражением состояния сомнения служат «ниспадающие складки одежд, напоминающие каннелюры колонны, и согнутые задрапированные руки». По мнению Светланы Степановой, «статичность фигуры „сомневающегося“, ядовито-изумрудный оттенок его хитона вносят контрастную живописную ноту в группу апостолов, живо и горячо реагирующих на слова пророка и появление Мессии».
Живописные этюды для апостолов

#### Богатый старик и раб
В центре первого плана находятся фигуры нагого богатого старика и его раба с верёвкой на шее. Они занимают обособленное положение в композиции полотна: стоящие справа и слева от них Иоанн Креститель и повернувшийся спиной обнажённый юноша «образуют своего рода купол над группой раба и его господина». По словам Аллы Верещагиной, до того времени «никогда никто из русских художников, изображавших Древний Рим или Грецию, не прикасался к такой животрепещущей теме», а Иванов «не только показал раба, но и отвёл ему такое место в композиции картины, от которого очень многое зависит и в её содержании». В то время, когда картина появилась в России, там активно обсуждалась возможность отмены крепостного права, и то, что богатый господин и его раб «принимали одно крещение», было созвучно идеям русского либерализма.
Лица богатого старика не видно, поскольку его фигура повёрнута спиной к зрителю. Тем не менее его «упитанное тело и тщательно расчёсанные седые кудри» свидетельствуют о том, что богач вряд ли когда-либо поверит призыву Иоанна Крестителя, а его поднятые руки «выражают не столько удивление, сколько желание остудить чрезмерный интерес своего невольника к словам пророка». В образе бесправного раба художнику удалось соединить «грубую природу, печать униженности и одновременно проблеск просветления». Пластическим решением, объединяющим рабскую зависимость со свободным душевным порывом, стало «непроизвольное движение», заставившее раба, протянувшего руки к одежде господина, повернуться к Иоанну Крестителю. По мнению Михаила Алпатова, «фигура раба — это наиболее сложная, противоречивая по своему значению фигура в картине».
Образ раба в первоначальных эскизах отсутствовал. На одном из ранних этапов были намечены фигуры «достаточного человека» и его слуги, и только в более поздних версиях слуга был заменён на раба. Иванов придал рабу облик не еврея или грека, а скифа или славянина. В качестве образца для позы раба художник использовал античную скульптуру «Точильщик» из галереи Уффици. Среди этюдов для образа раба «поразительным по смелости и откровенности» является изображение бритого одноглазого невольника с клеймом на лбу и верёвкой на шее, которое советовал включить в полотно Николай Гоголь. Тем не менее Александр Иванов под влиянием своего брата Сергея решил избежать «устрашающей натуралистичности», которая могла бы разрушить образный строй картины. Облик раба, созданный художником, получился «с грубыми чертами лица, с больными глазами, глубокими морщинами на лбу и шапкой чёрных жёстких волос». Фигура раба также выделяется необычным зеленоватым оттенком лица — возможно, это связано с тем, что Иванов не вполне закончил работу над его образом.

#### Юноша, повернувшийся спиной
На переднем плане, немного правее группы богатого старика и раба, находится фигура обнажённого рыжеволосого юноши. Повернувшись спиной к зрителю, он смотрит туда, куда указывает Иоанн Креститель, — на появившегося Мессию, поэтому юношу часто называют «смотрящим». Образ этого юноши, «выкрестившегося и как бы вдохновенного», присутствовал в композиции начиная с её ранних вариантов. В середине 1840-х годов Степан Шевырёв писал: «Юноша во цвете сил надевает на белое тело белую одежду и весь обратился лицом к Иисусу. Лица не видно, только кудрявые волосы вьются по белым плечам его».
По словам Михаила Алпатова, «в образе этого прекрасного, как молодой бог, юноши как бы воплощена солнечная, жизнерадостная античность, встречающая новую эру». В окончательной версии полотна изображение юноши находится в зеркальном положении относительно Иоанна Богослова — обе фигуры, повёрнутые в сторону Мессии, напоминают друг друга пышными вьющимися рыжеватыми волосами, а своим движением направляют внимание зрителя к смысловому центру композиции — идущему Христу.

#### «Дрожащие»
В правой части полотна на переднем плане находятся фигуры «дрожащих» — мальчика и его отца. По сравнению со «смотрящим» юношей, тела «дрожащих» показаны художником «не в состоянии естественной наготы, а лишёнными покрова, обнажёнными», подчёркивая «тонкий нюанс между наготой и раздетостью». Мальчик испуганно прижался к отцу, но его взгляд обращён к Иоанну Крестителю. Отец, сутулясь, дрожа от холода и как бы стесняясь своей наготы, пытается накинуть на своё тело рубашку. При этом он не скрывает улыбки, неподдельная радость которой выделяет его из всех остальных персонажей. По словам Николая Машковцева, «дрожащие» — «одна из самых совершенных групп по своей пластике, фланкирующая справа всю композицию». Машковцев высказывал предположение, что прототипами «дрожащих» сына и отца могли быть Иосиф Виельгорский и Николай Гоголь. Этой точки зрения придерживаются и авторы биографии Виельгорского.
В общем замысле полотна Иванов связывал мотив «дрожащих» с темой страха Божьего и покаяния в грехах. При работе над созданием этой группы художник находился в поиске как наиболее выразительной пластики фигур, так и «того „движения душевного“, которое должно проявиться во взглядах и мимике персонажей». Изначально Иванов хотел изобразить одного мужчину, сидящего на камне, но в этом варианте трудно было передать волнение и озноб. Продолжая работу над эскизами и этюдами, художник поставил «дрожащего» на ноги и изобразил рядом с ним мальчика. Используя пластические средства, Иванову удалось показать, что «слова Иоанна Крестителя по-разному находят отклик в сознании взрослого и ребёнка». По словам Светланы Степановой, мальчик «в эмоциональном порыве откликается на услышанное, которое влечёт его ещё неясным смыслом и действует на юную душу с непонятной силой».
Живописные этюды для богатого старика и раба, юноши, повернувшегося спиной, и «дрожащих»

#### «Выходящие из воды»
Группа «выходящих из воды» изображена на первом плане в самой левой части полотна. К ней относятся мальчик, выходящий из воды, и старик, опирающийся на палку. Из всех персонажей окончательной версии полотна лишь эти двое находятся в воде реки Иордан. У мальчика только правая нога остаётся в воде — опёршись двумя руками и левой ступнёй на прибрежный камень, он с жадным любопытством вслушивается в слова, произносимые Иоанном Крестителем. Позади мальчика, опираясь на посох, в глубокой задумчивости стоит «лысый, костлявый старичок».
Эта группа уравновешивает расположенную в правой части холста обнажённую группу «дрожащих», внося тем самым элемент «зеркальности» в композицию картины. В группе «выходящих из воды», показывающей контраст «совершенства телесной красоты» мальчика и «немощи плоти» старика, с «поразительной пластической ясностью» выражена идея сопоставления юности и старости. Фигуру мальчика иногда приводят в качестве одного из примеров «гомоэротизма» в творчестве Иванова. Некоторые исследователи отмечают тот факт, что отражение в воде повязки, обёрнутой вокруг бёдер старика, выглядит так, как будто цвет её ткани не белый, а красный. По-видимому, изначально повязка в самом деле была красной, а затем Иванов решил заменить её на белую, но по какой-то причине не переделал её отражения. Вероятно, эта деталь является одним из признаков «незаконченности полотна», которую упоминал сам художник.
Окончательное решение группы «выходящих из воды» было осуществлено художником относительно поздно — фигуры мальчика и старика оставались в подмалёванном виде до 1846 года. Исследователи творчества художника полагают, что при работе над этой группой Иванов прислушивался к советам Николая Гоголя. По словам Светланы Степановой, «под влиянием Гоголя кристаллизуется идея сопоставления юности и старости как двух ипостасей человеческой природы: разобщённых в своём физическом состоянии, но объединённых духовным порывом пробуждающейся веры».

#### Юноша и поднимающийся старик
Ещё одна группа, символизирующая контраст молодости и старости, представлена на картине юношей и поднимающимся стариком. В числе свидетелей явления Христа художник хотел показать немощного человека, неспособного подняться без посторонней помощи.
В письме к отцу, посланном в июле 1836 года, Александр Иванов так описывал эту группу: «Ещё правее — сын, исполненный живым любопытством видеть Мессию, бросился, однакоже, прежде, с возможною осторожностью, помочь приподнять престарелого отца своего, для коего царство небесное есть уже единственная отрада. В сию минуту старик вслушивается в слова Иоанна с умилением, а сын ищет глазами Мессию».
Юноша с кудрявыми чёрными волосами, помогающий встать старику, одет в синий плащ. Он повернулся в сторону Христа, его лица не видно. Его отец — длиннобородый старец, — по-видимому, попросил поднять его: «видно, сам он не в силах повернуть головы к Мессии, быть может, он не слышит даже слов Иоанна». Образ поднимающегося старика потребовал от художника длительной работы, связанной с поиском «пластического и психологического воплощения тех смешанных чувств, которыми охвачен персонаж». Помимо волнения и радости, эти чувства включают в себя печаль и мысли об испытаниях, которые пришлось пережить.

#### Сидящий странник с посохом
Сидящий странник с посохом находится в группе людей, непосредственно примыкающих к Иоанну Крестителю. Автор полотна называл этого персонажа «странником» или «инкогнито». В собрании Третьяковской галереи хранится этюд для этого персонажа, получивший название «Путешественник».
Некоторые исследователи творчества Иванова считают, что образ странника представляет собой автопортрет самого́ художника.
Странник сидит в тени, у нагромождения камней, под сенью дерева. Он в уединении созерцает «величественную картину погружённой в торжественное молчание природы, явившей миру образ совершенного человека». В отличие от других персонажей, в той или иной мере являющихся участниками события, странник — только зритель, «в душу которого происходящее не вносит никакой смуты, беспокойства, потребности действовать или допрашивать собственную совесть». По словам Николая Машковцева, «„странник“-Иванов живёт глазами», поскольку роль очевидца исторического события «без остатка поглощает его сознание», а его образ «пронизан лучами счастья», так как он видит, что «чаяния людей осуществились».
Михаил Алленов писал, что «внутреннее содержание образа больше, нежели просто портретное сходство с автором картины, убеждает вас в том, что Иванов изобразил здесь самого себя, создав духовный автопортрет». По мнению Светланы Степановой, «не отдельный персонаж картины наделён чертами автора, а само грандиозное творение художника, во всей совокупности эмоциональных и духовных переживаний его героев, стало „духовным автопортретом“ Александра Иванова».
Живописные этюды для «выходящих из воды», юноши и поднимающегося старика, а также сидящего странника с посохом

#### Фарисеи и другие персонажи правой части
В правой части полотна, за «дрожащими», находятся фарисеи, римские всадники и другие персонажи, которые, взятые все вместе, производят впечатление «нисходящего движения толпы». В письме к своему отцу, отправленном в июле 1836 года, Александр Иванов так описывал свой замысел: «За ними левиты и фарисеи; из них некоторые в неистовом любопытстве смотрят на Иисуса; другой мирно улыбается Иоанновым словам; третий смотрит на общую цель с окаменелым сердцем, а четвёртый готов верить».
Внутреннее состояние фарисеев, олицетворяющих догматизм старой веры, выдаёт их мимика: «опущенные веки, сомкнутые губы или усмешка, потупленный или косой взгляд». Их противопоставление Иоанну Крестителю отражает столкновение двух миров — «животворящего новозаветного и косного старозаветного». Описывая фарисеев, Степан Шевырёв отмечал, что в них «изображён одряхлевший мир иудейский, уже неспособный перейти к купели Иоанновой, чтобы достойно встретить Грядущего». Головной убор еврейских священнослужителей на этюдах Иванова традиционно называют чалмой, хотя, по некоторым данным, более точное название — кидар. Хорошо известен живописный этюд «Голова фарисея в чалме», изображающий седобородого старца, «отягощённого знанием, но холодного и замкнувшегося в своей закоснелой убеждённости».
Среди персонажей правой части выделяются стоящий спиной к зрителю юноша-назарей и молодой левит в чалме, на примере которых продемонстрировано «пластическое воплощение мысли о возможности услышать об истине и обратиться к ней». Справа от назарея стоит его старый учитель, «чьё лицо, просветлённое мыслью, противостоит суровому неприятию происходящего со стороны других фарисеев, „окаменелых сердцем“».
В конце процессии изображены римские всадники — по-видимому, представители кесаревой власти. Они повернули свои головы в сторону Христа, их мускулистые руки сдерживают коней. В ранних эскизах, включая «строгановский» и «венецианский», фигур всадников не было — включить их в композицию посоветовал Андрей Иванов, отец художника. Летом 1849 года Александр Иванов написал этюды французских драгун, которые стали прототипом римских всадников в «Явлении Мессии».

#### «Ближайший к Христу»
Самый левый персонаж в толпе, спускающейся с холма, получил название «ближайшего к Христу», поскольку на поверхности холста он в самом деле наиболее приближен к фигуре Мессии. Облачённый в простую хламиду тёмно-кирпичного цвета, «ближайший к Христу» сразу привлекает к себе внимание на фоне светлых одеяний других людей, находящихся рядом с ним. Кроме того, он выделяется своей непокрытой головой с растрёпанными тёмными волосами. Направление его движения тоже отличается от общего направления идущей толпы — «не прямо вниз, но несколько в сторону, по диагонали вправо, зрительно продолжая движение Христа».
Полагают, что изначально в лице этого персонажа Иванов хотел создать образ мытаря — в письме к отцу, посланном в июле 1836 года, он писал: «На дальнем плане два мытаря: один, занятый горьким раскаянием, ничего не слышит; другой оглянулся на голос Иоанна. Мытарское их состояние можно объяснить отделкою голов, то есть поискать выражения самого мошеннического…».
Некоторые исследователи творчества Иванова видят в «ближайшем к Христу» «отражение образа и духовного состояния Гоголя». В частности, Николай Машковцев писал, что «сравнение лица „ближайшего“ со всеми эскизами и рисунками Иванова, имеющими отношение к Гоголю, и сопоставление его профиля с профилем посмертной маски писателя позволяют распознать в „ближайшем“ несомненные признаки гоголевского лица». Михаил Алленов также полагал, что «эту фигуру Иванов писал с Гоголя», отмечая, что в окончательной версии картины она «претерпела существенные изменения» по сравнению с эскизами. При этом как сам художник, так и те, кто с ним общался, ни прямо, ни косвенно не свидетельствовали о связи «ближайшего к Христу» с образом писателя, а сама фигура появлялась в эскизах, созданных до знакомства Иванова и Гоголя. Основываясь на этом, Светлана Степанова называет присутствие образа Гоголя «одним из устойчивых мифов, вызванных искренним намерением исследователей увидеть скрытые смыслы и подтексты в картине».
Живописные этюды для фарисеев, «ближайшего к Христу» и других персонажей правой части полотна

## Эскизы и этюды
Сохранилось несколько живописных эскизов картины «Явление Христа народу», упомянутых в каталогах под тем же названием: три из них хранятся в Государственном Русском музее, и ещё три — в Государственной Третьяковской галерее. Кроме этого, в Русском музее находится малый вариант картины, одновременно служивший эскизом.
Самый ранний среди них — так называемый «первоначальный эскиз», датируемый 1834 годом, — хранится в ГРМ (холст, масло, 60,5 × 90,5 см, инв. Ж-5266). Ранее он находился в собрании Дмитрия Боткина, затем у его брата Михаила Боткина, а в 1917 году поступил в Русский музей.
Другой относительно ранний эскиз, датируемый 2-й половиной 1830-х годов, хранится в ГТГ (холст, масло, 47,8 × 66,2 см, инв. 7956). Он также известен под названием «Строгановский эскиз». Эскиз находился в собрании графа Сергея Строганова, затем в Строгановском дворце-музее и Тульском областном краеведческом музее, а в 1926 году поступил в ГТГ.
Так называемый «Венецианский эскиз» (или «Эскиз в венецианских красках») хранится в ГТГ (холст, масло, 54,8 × 74,5 см, инв. 8089). По одним предположениям, он был написан вскоре после поездки художника в Венецию в 1839 году, по другим — во время первой поездки Иванова на север Италии в 1834 году. До 1860 года эскиз находился в собрании Алексея Хомякова, после этого — у его наследников, а затем — в Московском Румянцевском музее, откуда в 1925 году поступил в ГТГ.
Эскиз, хранящийся в ГРМ и датируемый приблизительно 1836—1837 годами, получил название «ближайшего к картине» (холст, масло, 54,5 × 74,5 см, инв. Ж-5267). Вместе с большим полотном он экспонировался на петербургской выставке 1858 года, где его вместе с несколькими этюдами за четыре тысячи рублей приобрёл предприниматель и меценат Василий Кокорев. Впоследствии из коллекции Кокорева эскиз перешёл к Михаилу Боткину, а в 1917 году поступил в Русский музей.
Неоконченный эскиз верхней части картины, написанный не ранее 1839 года, хранится в ГРМ (бумага на холсте, масло, 30 × 68,5 см, инв. Ж-225). Как и «первоначальный эскиз», он поступил туда в 1917 году из собрания Михаила Боткина.
В Третьяковской галерее также хранится эскиз левой части картины (бумага на холсте, масло, 48,6 × 38,8 см, инв. 2514), датируемый второй половиной 1830-х годов. Он был приобретён Павлом Третьяковым в 1877 году.
В Русском музее находится малый вариант картины «Явление Христа народу» (холст, масло, 172 × 247 см, инв. Ж-5268), одновременно служивший художнику эскизом. В качестве даты его создания в каталоге ГРМ указано «1836 — не позднее 1855». Полотно было приобретено у автора в 1858 году предпринимателем и коллекционером Козьмой Солдатёнковым за пять тысяч рублей серебром, после этого хранилось в его собрании, затем было передано в ГТГ, откуда в 1934 году поступило в Русский музей.
Живописные эскизы к картине «Явление Христа народу»
В процессе работы над картиной «Явление Христа народу» Александр Иванов создал несколько сотен живописных и графических этюдов к отдельным образам действующих лиц и пейзажу. При выработке окончательного варианта, переносимого на большое полотно, Иванов пользовался «методом сравнения и сличения» подготовительных этюдов, который «базировался на длительном погружении художника в материал, на воспитании в себе умения рассматривать человека и природу через призму великого замысла». Известно, что к 1839 году художником было исполнено более двухсот этюдов, а в дальнейшем их число увеличилось более чем вдвое. Только живописных этюдов в собрании Третьяковской галереи насчитывается более трёхсот, а в собрании Русского музея — около восьмидесяти.
Из работ, находящихся в других музеях, известны этюды «Голова дрожащего мальчика» (написан с Иосифа Виельгорского, бумага на холсте, масло, овал 23 × 20 см, Пермская государственная художественная галерея, инв. Ж-139), «Голова апостола Андрея» (бумага на холсте, масло, 54,5 × 45 см, Тульский областной художественный музей) и «Мужская голова» (для фигуры «дрожащего», бумага, масло, 60,5 × 45,5 см, Киевский национальный музей русского искусства). В частных собраниях работы Иванова встречаются чрезвычайно редко — например, один из таких этюдов («Голова раба») в 2006 году был продан на аукционе Uppsala auktionskammare за 1,4 млн евро.

## Отзывы и критика

### XIX век
В брошюре «Явление Христа народу. Картина Иванова», опубликованной отдельным изданием в 1858 году, художник Аполлон Мокрицкий отмечал, что полотно представляет собой «гармоничное сочетание» всех составных частей искусства, «создающее единство „истинного“ и „прекрасного“, то есть конкретной натуры и идеальной пластической формы», при этом доверие Иванова к натуре настолько велико, что своей техникой он «никого не напоминает». По мнению Мокрицкого, сюжет картины «принадлежит к таким, которые требуют не только „гения и познания“, но и „высшего настроения духа“». Высоко оценивая пейзажную составляющую произведения Иванова, Мокрицкий писал, что «это первая картина, в которой пейзаж является во всей своей „простоте и истине“».
В статье, опубликованной в 1858 году в журнале «Русская беседа», писатель-славянофил Алексей Хомяков писал, что в отношении своей картины Иванов следовал правилу «устранить всякий личный произвол, всякую личную прихоть», следствием которого было то, что «величие избранного предмета действительно перешло в его изображение». В связи с этим Хомяков особо выделял то обстоятельство, что Иванов преодолел искушение выдвинуть Иисуса Христа вперёд, оставив его «в некотором удалении» — так, как его видел Иоанн Креститель. По словам Хомякова, в произведении Иванова «совершенная естественность и полное чувство красоты являются только в служебном отношении к святыне мысли духовной». Обсуждая живописные достоинства картины, Хомяков отмечал, что общее впечатление от неё «приближается к эффекту, производимому великими фресками старых мастеров».
В статье «О значении Иванова в русском искусстве», написанной в 1861—1862 годах и изданной (с некоторыми изменениями) в 1880 году, художественный критик Владимир Стасов писал, что в картине «Явление Христа народу» Иванов «поднялся на громадную вышину» и создал произведение, подобного которому «никогда не представляло до тех пор русское искусство». По мнению Стасова, несмотря на то, что Иванову не удалось достичь «великолепного колорита старых венецианцев», «всё остальное в его картине представляет ряд совершенств, высоко возносящих и его самого и его создание в ряду художников и художественных творений, признаваемых повсюду наисовершеннейшими и наивысочайшими».
Высоко ценил картину «Явление Христа народу» художник Илья Репин. В письме к Владимиру Стасову, датированном 3 июня 1871 года, он писал, что это «самая гениальная и самая народная русская картина», подчёркивая, что «живая выразительность её удивительна», а «по своей идее она близка сердцу каждого русского». По словам Репина, на полотне «изображён угнетённый народ, жаждущий слова свободы, идущий дружной толпой за горячим проповедником „предтечею“». Окончив проповедь, Иоанн Креститель простирает руки к появившейся на горизонте «величественно скромной фигуре, полной спокойной решимости, с подавляющею силою взгляда», — Иисусу Христу. Репин особо отмечал живость и разнообразность, с которыми «воспроизведены эти два колоссальных характера».
Художник Алексей Боголюбов в своих воспоминаниях писал, что ивановская картина «Христос и Иоанн Креститель» (так он называл «Явление Христа народу»), находившаяся на тот момент в Румянцевском музее, — «это вечный памятник славы художника». По словам Боголюбова, «есть ещё невежды, которые позволяют говорить о ней непочтительно, как о выцветшем ковре, не углубляясь в её рисунок, самый строгий, и гениальную композицию». Боголюбов рассказывал, что при взгляде на ивановское полотно он прежде всего видел помещённого на дальнем плане Христа, и только потом «колоссальную фигуру Иоанна и всех его окружающих».
В статье «Об Иванове», написанной в 1880 году, художник Иван Крамской писал, что исторической заслугой Александра Иванова является то, «что он сделал для всех нас, русских художников, огромную просеку в непроходимых до того дебрях, и именно в том направлении, в котором была нужна большая столбовая дорога, и открыл таким образом новые горизонты». По мнению Крамского, в персонажах «Явления Мессии» Иванов не только приблизился к апостолам из «Тайной вечери» Леонардо да Винчи, но и пошёл дальше: «Попробуйте закрыть головы в картине Иванова, и посмотрите только на одни фигуры, и вы будете поражены глубиною изучения человека вообще». По словам Крамского, апостолы Иванова, «его решительно невиданный тип Христа, его монументальный Креститель» представляют «огромный шаг вперёд от знаменитых итальянцев XVI века».

### XX и XXI века
Художник и критик Александр Бенуа в книге «История русской живописи в XIX веке», первое издание которой вышло в свет в 1901 году, высоко оценивал достижения Иванова в этюдах к полотну «Явление Христа народу». Поражаясь «смелостью и передовитостью его открытий», Бенуа писал, что в этюдах Иванов «наткнулся на такие краски, такие отливы в тенях, на такую пестроту и новизну отношений, о которых вообще до него, во всей истории живописи не было помину…». В то же время Бенуа отмечал, что на большом полотне «особенно ясно сказалась колористическая слабость Иванова», поскольку он не решался целиком переносить на него «свои красочные изучения» и «фигуры и типы, писанные с натуры», в результате чего получилось «какое-то подобие пёстрого ковра или мучительно рябящей в глазах мозаики». Тем не менее, по словам Бенуа, картина Иванова «приковывает внимание тем трудом и теми страданиями, которые положены художником на её создание».
Живописец Михаил Нестеров в своих воспоминаниях писал о том, что художники, с которыми он общался в 1890-х годах, «ставили превыше всего „Явление Христа народу“», считая это произведение гениальным. В письме к Петру Нерадовскому от 14 мая 1926 года Нестеров писал, что в полотне «Явление Христа народу» заложен весь трагизм Иванова. По словам Нестерова, несмотря на то, что «картина была и остаётся непонятой, спорной», в ней художник «выразил полностью весь свой гений», «целиком отразил свое великое земное призвание», «совершенно реально обвеял жизнью каждую фигуру, голову, кусок природы, он вдохнул жизнь в каждую складку, так называемую „классическую“ складку драпировок картины».
В главе про творчество Александра Иванова, включённой в 13-томное издание «История русского искусства», искусствовед Николай Машковцев отмечал, что окончательный вариант композиции полотна «Явление Христа народу» «привлекает своим совершенным своеобразием». По словам Машковцева, «невозможно найти в мировой живописи никакой, даже отдалённой ей аналогии».
Характеризуя «Явление Христа народу» как капитальное произведение, ставшее итогом всей жизни художника, французский искусствовед Луи Рео писал, что его во всех отношениях можно рассматривать как «наиболее грандиозный памятник русской живописи XIX века» и, в более широком понимании, как «одно из великих произведений живописи европейской». Отдавая должное тщательной продуманности композиции полотна, Рео отмечал, что в ней есть не только своя красота, но и определённая доля искусственности, поскольку сведённые воедино этюды «утратили всю свою живость и свежесть», а многократные переделки разных частей картины и отдельных фигур привели к потере целостности впечатления и цветовой гармонии. По словам Рео, «несмотря на свои исключительные достоинства, „Явление Христа народу“ остаётся, в конечном счёте, продуктом академизма».
Искусствовед Михаил Алпатов отмечал богатство психологических оттенков, характеризующих духовную жизнь лиц, изображённых на полотне «Явление Христа народу». По его словам, «в этом разнообразии эмоциональных состояний, которое так повышает жизненность и правдивость картины, нет ничего случайного» — «различные душевные состояния сопоставлены так, точно они характеризуют стадии развития одного человеческого чувства» и «в разных лицах одной картины как бы проступают различные ступени человеческого самосознания». Окружающая природа тоже соответствует разнообразию состояний изображённых на картине людей. В то же время, по мнению Алпатова, большое полотно уступает некоторым «тщательно продуманным и проработанным этюдам» Иванова; кроме того, в картине сохранились отголоски романтизма, в значительной степени проявившиеся «в утопичности её основной идеи». Однако, несмотря на эти недостатки, Алпатов полагал, что «Явление Мессии» «сохраняет своё огромное значение», «свидетельствует о высоком гуманизме художника, звучит как призыв к человеческому разуму».
Обсуждая действующих лиц, изображённых на полотне «Явление Христа народу», искусствовед Алла Верещагина отмечала, что, «объединённая ритмически в единое целое, толпа в то же время распадается на множество индивидуальностей». Хотя их чувства выражены по-разному, преобладают «искренне взволнованные, всем сердцем потянувшиеся навстречу Мессии люди», при этом различные оттенки светлого чувства, воскресшего и проявившегося в душах людей, разработаны художником «с таким разнообразием, какому мы не найдём параллели ни в одном из произведений искусств его времени». По словам Верещагиной, такая «чисто психологическая трактовка исторического сюжета, отражающая глубокие этические, даже философские проблемы преображения человеческой личности, составляет новое слово Иванова в русской исторической живописи».
Искусствовед Михаил Алленов отмечал, что «главная содержательная и формообразующая идея» ивановской картины «Явление Мессии» может быть кратко определена как «человечество „на перепутье“». По его словам, весь композиционный строй полотна пронизан «символикой пути», а его герои — «это люди, которые, вслушиваясь и всматриваясь, выходят, встают, оборачиваются, словно бы собираются в путь». При этом, по мнению Алленова, пространство картины не является единым и одинаковым «во всех своих измерениях и точках», оно разнородно, «своеобразием каждого участка пространства обусловлено своеобразие пребывающего в нём персонажа», олицетворяющего «идею собственного пространства, его „потенцию“», которую можно трактовать как «„обретение пути“, выход к прямому диалогу с предстоящим на горе новым пророком».
Искусствовед Сергей Даниэль писал, что при всём уважении к таким произведениям современников Иванова, как «Последний день Помпеи» Карла Брюллова или «Медный змий» Фёдора Бруни, «приходится признать, что „Явление Христа народу“ остаётся единственной в своём роде Картиной, значение которой не укладывается, так сказать, в рамки соответствующего жанра и едва ли не превосходит границы самого искусства». По словам Даниэля, главное произведение Иванова — «не столько произведение исторической живописи, сколько икона истории, её символ».
Отмечая, что картина «Явление Христа народу», как «формально-стилистическое явление», в большей мере принадлежала 1830-м и 1840-м годам, чем 1850-м, искусствовед Светлана Степанова относила её, наряду с «Последним днём Помпеи» Карла Брюллова и «Медным змием» Фёдора Бруни, к «трём самым грандиозным полотнам» русских художников первой половины XIX века. В то же время Степанова отмечала, что отличительной чертой картины Иванова, по сравнению с полотнами Брюллова и Бруни, является «индивидуализация героев», наделение их «психофизическими качествами» и «живыми, узнаваемыми эмоциями». По словам Степановой, в процессе создания «Явления Мессии» художник «показал пределы академического стиля в решении сверхзадач, затрагивающих сферу сакральных смыслов»; при этом он проявил себя «„спасителем“ искусства „большого стиля“, провозвестником новых путей реализации русской классической школы».

## Комментарии
1. ↑  Для датировки событий, происходивших в Западной Европе, используется григорианский календарь («новый стиль»).
2. ↑  Для датировки событий, происходивших в Российской империи, используется юлианский календарь («старый стиль»).
3. ↑  О реальном масштабе этой суммы можно судить по тому, что на годичное пребывание Иванова в Риме требовалось около трёх тысяч рублей[97].
4. ↑  Философ и психолог Игорь Кон в книге «Мужское тело в истории культуры» отмечал, что «великолепные мужские тела есть и в картине „Явление Христа народу“», приводя в качестве иллюстрации фигуру выходящего из воды мальчика[205].